# New Fairfield
New Fairfield est une ville située dans le comté de Fairfield, dans l'État du Connecticut aux États-Unis. Lors du recensement de 2010, New Fairfield avait une population totale de 13 881 habitants.

## Géographie
Selon le Bureau du Recensement des États-Unis, la superficie de la ville est de 25,15 milles carrés (65,14 km2), dont 20,44 milles carrés (52,94 km2) de terres et 4,71 milles carrés (12,2 km2) de plans d'eau (soit 18,73 %).

## Histoire
New Fairfield doit son nom à la ville ou au comté de Fairfield. Elle devient une municipalité en 1740, par scission avec Danbury.

## Démographie
D'après le recensement de 2000, il y avait 13 953 habitants, 4 638 ménages, et 3 905 familles dans la ville. La densité de population était de 263,3 hab/km2. Il y avait 5 148 maisons avec une densité de 97,1 maisons/km2. La décomposition ethnique de la population était : 96,83 % blancs ; 0,39 % noirs ; 0,04 % amérindiens ; 1,27 % asiatiques ; 0,01 % natifs des îles du Pacifique ; 0,52 % des autres races ; 0,95 % de deux ou plus races. 2,82 % de la population était hispanique ou Latino de n'importe quelle race.
Il y avait 4 638 ménages, dont 44,5 % avaient des enfants de moins de 18 ans, 75,3 % étaient des couples mariés, 6,5 % avaient une femme qui était parent isolé, et 15,8 % étaient des ménages non-familiaux. 12,6 % des ménages étaient constitués de personnes seules et 5,0 % de personnes seules de 65 ans ou plus. Le ménage moyen comportait 3,01 personnes et la famille moyenne avait 3,30 personnes.
Dans la ville la pyramide des âges était 30,0 % en dessous de 18 ans, 5,1 % de 18 à 24 ans, 30,3 % de 25 à 44 ans, 25,9 % de 45 à 64 ans, et 8,6 % qui avaient 65 ans ou plus. L'âge médian était 37 ans. Pour 100 femmes, il y avait 99,6 hommes. Pour 100 femmes de 18 ans ou plus, il y avait 96,7 hommes.
Le revenu médian par ménage de la ville était 84 375 dollars US, et le revenu médian par famille était 92 576 $. Les hommes avaient un revenu médian de $65 978 contre 40 284 $ pour les femmes. Le revenu par habitant de la ville était 34 928 $. 1,7 % des habitants et 1,0 % des familles vivaient sous le seuil de pauvreté. 1,5 % des personnes de moins de 18 ans et 4,7 % des personnes de plus de 65 ans vivaient sous le seuil de pauvreté.
| 1820 | 1850 | 1860 | 1870 | 1880 | 1890 |
| ---- | ---- | ---- | ---- | ---- | ---- |
| 788  | 927  | 915  | 870  | 791  | 670  |

| 1900 | 1910 | 1920 | 1930 | 1940 | 1950  |
| ---- | ---- | ---- | ---- | ---- | ----- |
| 584  | 551  | 468  | 434  | 608  | 1 236 |

| 1960  | 1970  | 1980   | 1990   | 2000   | 2010   |
| ----- | ----- | ------ | ------ | ------ | ------ |
| 3 355 | 6 991 | 11 260 | 12 911 | 13 953 | 13 881 |